# Migración vertical diaria
La migración vertical diaria se refiere a un patrón de desplazamiento que realizan a diario algunos organismos que viven en el océano. Los organismos que exhiben este patrón de comportamiento van desde el plancton microscópico hasta necton más grandes como los peces. Los organismos realizan la migración vertical diaria en respuesta a gradientes ecológicos (recursos, presas, depredadores) en la zona pelágica.
En el caso del fitoplancton autótrofo, migra hacia abajo durante la noche para obtener nutrientes, pero vuelve a la superficie durante el día para realizar fotosíntesis. Esto se debe a que la luz para la fotosíntesis disminuye exponencialmente desde la superficie, pero la disponibilidad de nutrientes aumenta bajo la columna de agua.
En cambio, el zooplancton heterotrófico y los animales más grandes no requieren luz para su crecimiento (aunque algunos mixótrofos poseen endosimbiontes que requieren luz). Sin embargo, en aguas superficiales bien iluminadas (o aún en condiciones de crepúsculo de la zona mesopelágica) donde sus presas son más abundantes, pueden ser vulnerables a depredadores más grandes que cazan utilizando la visión. Como resultado, algunos toman el patrón opuesto a la migración vertical diaria, viajando a la superficie durante la noche, y descendiendo a profundidades más oscuras y seguras durante el día.